# コロンビア・ピクチャーズ・アクアバース
コロンビア・ピクチャーズ・アクアバース（Columbia Pictures Aquaverse）とは、2022年10月12日に開業したソニーグループ製作映画作品をモチーフにしたタイ王国にあるテーマパークのことである。

## 概要
ソニーグループ傘下の映画会社であるソニー・ピクチャーズ エンタテインメント（SPE）はタイのアマゾン・フォールズと共同で同国バンコク郊外にあるバンサライに既にアマゾン・フォールズが運営しているウォーターパークをリブランドする形でSPEの映画を用いたテーマパークを建設することを2021年4月に発表した。
『ゴーストバスターズ』や『ジュマンジ』、『モンスター・ホテル』など、コロンビア・ピクチャーズの作品をテーマにしたアトラクションやウォータースライダーなどを設置するとしている。敷地面積は約57,000m2。
なお、SPEはリスク軽減の観点からテーマパーク運営には直接関わらず、ライセンス提携という形でSPEの人気映画やテレビ番組のキャラクターをアマゾン・フォールズに提供する。
このテーマパークは当初2021年10月から順次オープンするとしていたが、新型コロナウイルスやロシアによるウクライナ侵攻の影響で2度の延期を経て、2022年10月12日に正式オープンすることを同年9月に発表した。